# Prix Gruber en neurosciences
Le prix Gruber de neurosciences est une distinction décernée par la fondation Gruber depuis 2004. Il distingue des individus ayant contribué à des avancées fondamentales dans le domaine des neurosciences. Sa dotation annuelle est de 500 000 dollars.

## Liste des récipiendaires
- 2004 : Seymour Benzer
- 2005 : Eric Knudsen et Masakazu Konishi
- 2006 : Masao Ito et Roger Nicoll
- 2007 : Shigetada Nakanishi
- 2008 : John O'Keefe
- 2009  :Jeffrey C. Hall et Michael Young
- 2010 : Robert H. Wurtz
- 2011 : Huda Zoghbi
- 2012 : Lily Jan et Yuh Nung Jan
- 2013 : Eve Marder
- 2014 : Thomas Jessell
- 2015 : Carla Shatz et Michael Greenberg
- 2016 : Mu-ming Poo[2]
- 2017 : Joshua Sanes[3]
- 2018 : Ann Graybiel [4]
- 2019 : Joseph Takahashi
- 2020 : Friedrich Bonhoeffer, Corey Goodman et Marc Tessier-Lavigne[5]
- 2021 : Christine Petit et Christopher Walsh
- 2022 : Larry Abbott, Emery Brown (en), Terry Sejnowski (en), Haim Sompolinsky (en)[6]
- 2023 : Huda Akil (en)